# Tabanus davidsoni
Tabanus davidsoni är en tvåvingeart som beskrevs av Taylor 1919. Tabanus davidsoni ingår i släktet Tabanus och familjen bromsar. Inga underarter finns listade i Catalogue of Life.